# Disporella ovoidea
Disporella ovoidea är en mossdjursart som beskrevs av Osburn 1953. Disporella ovoidea ingår i släktet Disporella och familjen Lichenoporidae.
Artens utbredningsområde är Mexikanska golfen. Inga underarter finns listade i Catalogue of Life.